# Chiesa di Sant'Anna (Trani)
La chiesa di Sant'Anna è una chiesa di Trani, edificata come una delle quattro sinagoghe durante la permanenza cittadina degli Ebrei (XII-XVI secolo).

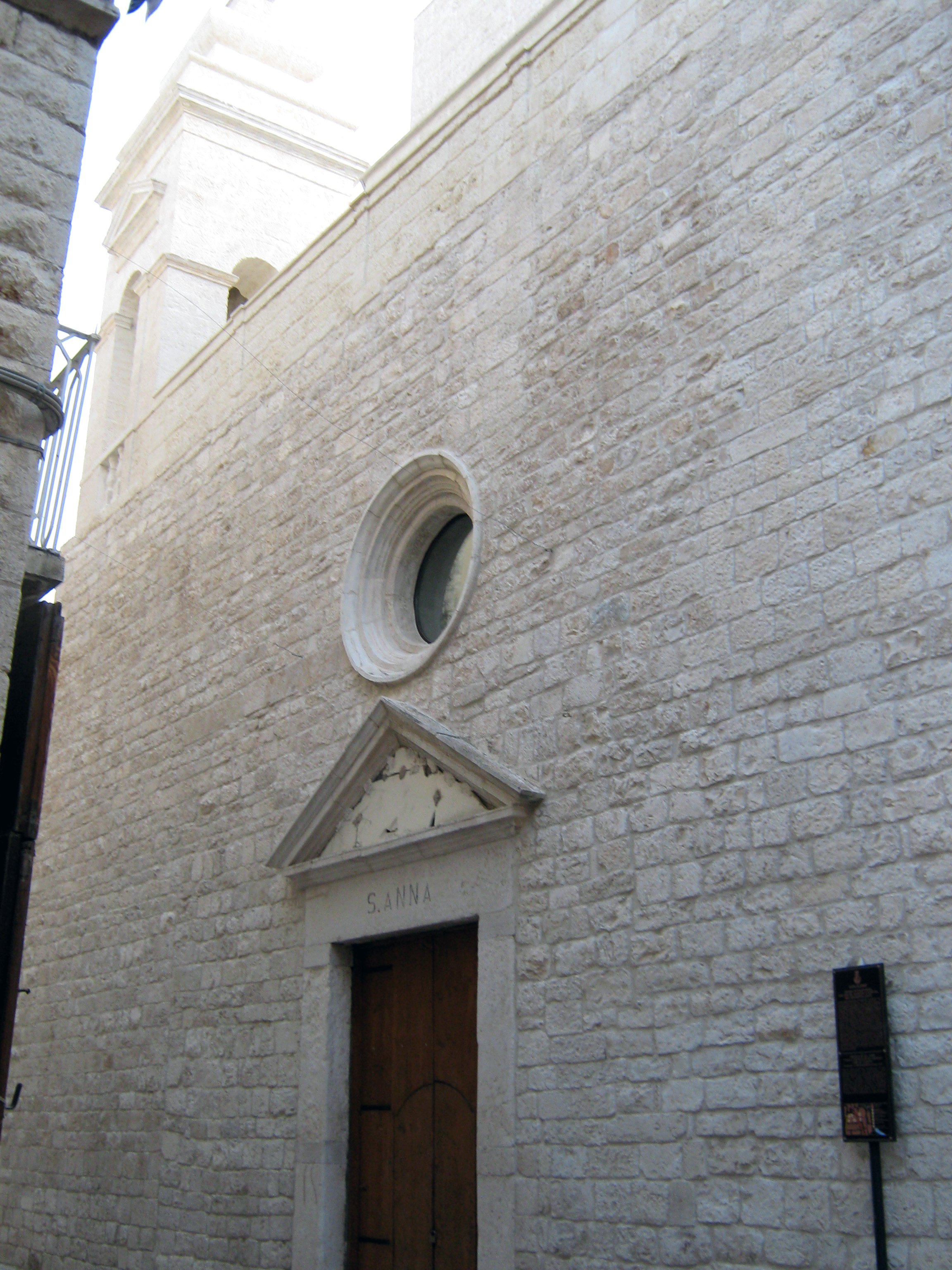
Facciata principale della chiesa

Fu trasformata in chiesa cattolica sotto il titolo dei santi Quirico e Giovita. In seguito fu dedicata a sant'Anna.
È stata restaurata nel 1841, nel 1880 e nel 1978.
All'interno erano conservate delle tele con Scene del Vecchio Testamento.
Attualmente ospita al suo interno la sezione ebraica del museo diocesano di Trani.
È situata all'interno della giudecca (quartiere ebraico) tranese.